# 위시 어폰
《위시 어폰》(영어: Wish Upon)은 2017년 공개된 미국의 공포 영화이다.

## 출연진
- 조이 킹 - 클레어 역
- 이기홍 - 라이언 후이 역
- 라이언 필리피 - 조나단 역
- 쉐릴린 펜
- 엘리자베스 룀
- 샤넌 퍼서 - 준 역
- 시드니 박
- 앨리스 리 - 지나 역
- 조세핀 랭포드 - 다시 채프먼 역
- 다니엘라 바르보사 - 롤라 산체스 역
- 미첼 슬래거트 - 폴 역
- 알렉산더 누네즈 - 타일러 역
- 레이건 레보드 - 어린 클레어 역